# Abelaira
Abelaira (llamada oficialmente Abelairas) es una aldea española situada en la parroquia de Alto, del municipio de Lugo, en la provincia de Lugo, Galicia.

## Demografía
| Gráfica de evolución demográfica de Abelaira entre 2000 y 2020 |
|                                                                |
| Datos según el nomenclátor publicado por el INE.               |